# Szíriai ásóbéka
A szíriai ásóbéka (Pelobates syriacus) a kétéltűek (Amphibia) osztályának békák (Anura) rendjébe, ezen belül az ásóbékafélék (Pelobatidae) családjába tartozó faj.

## Előfordulása
A szíriai ásóbéka előfordulási területe Európa keleti fele és Ázsia nyugati része. A következő országokban őshonos: Azerbajdzsán, Bulgária, Görögország, Grúzia, Irán, Izrael, Libanon, Macedónia, Oroszország, Örményország, Románia, Szerbia, Szíria és Törökország. Iránban közönségesnek számít, azonban máshol nem gyakori. Feltételezések szerint Jordániából kihalt. Nem lehet tudni, hogy Albániában, Irakban, Moldovában és Ukrajnában létezik-e vagy sem.

## Megjelenése
Ez a 9 centiméterre megnövő béka tömzsi testalkatú, széles és lapított fejjel. A sima bőrén elszórva szemölcsök láthatók. A hím mellső lábainak hátsó részén nagy mirigyek vannak. A mellső lábain 4 ujj, míg a hátsókon 5 ujj van. Élőhelytől függően a színezete változó; azonban a háta általában világosszürke nagy zöld foltokkal, míg a hasa világosabb.

## Életmódja
A ligeterdők, bozótosok, szántóföldek és olyan félsivatagok lakója, ahol elegendő az esőzés. A puha talajokat kedveli, ahol könnyen eláshatja magát. Éjszaka mozog. Puhatestűekkel, pókokkal, rovarokkkal és egyéb gerinctelenekkel táplálkozik. A telet és a nyár legforróbb időszakát nyugalmi állapotban tölti.

## Szaporodása
A szaporodási időszaka élőhelytől függően február és május között van. Tartós, azonban halmentes tócsákra van szüksége. A néhány ezer petéjét 1 méter hosszú és 2 centiméter vastag zselatinos masszába rakja. Az ebihalak három nap után kelnek ki, és 3-4 hónapon keresztül algával és vízi növényzettel táplálkoznak. Ezután átalakulnak békává. A későn rakott petékből, a kikelt példányok ebihalként telelnek át.

## Képek

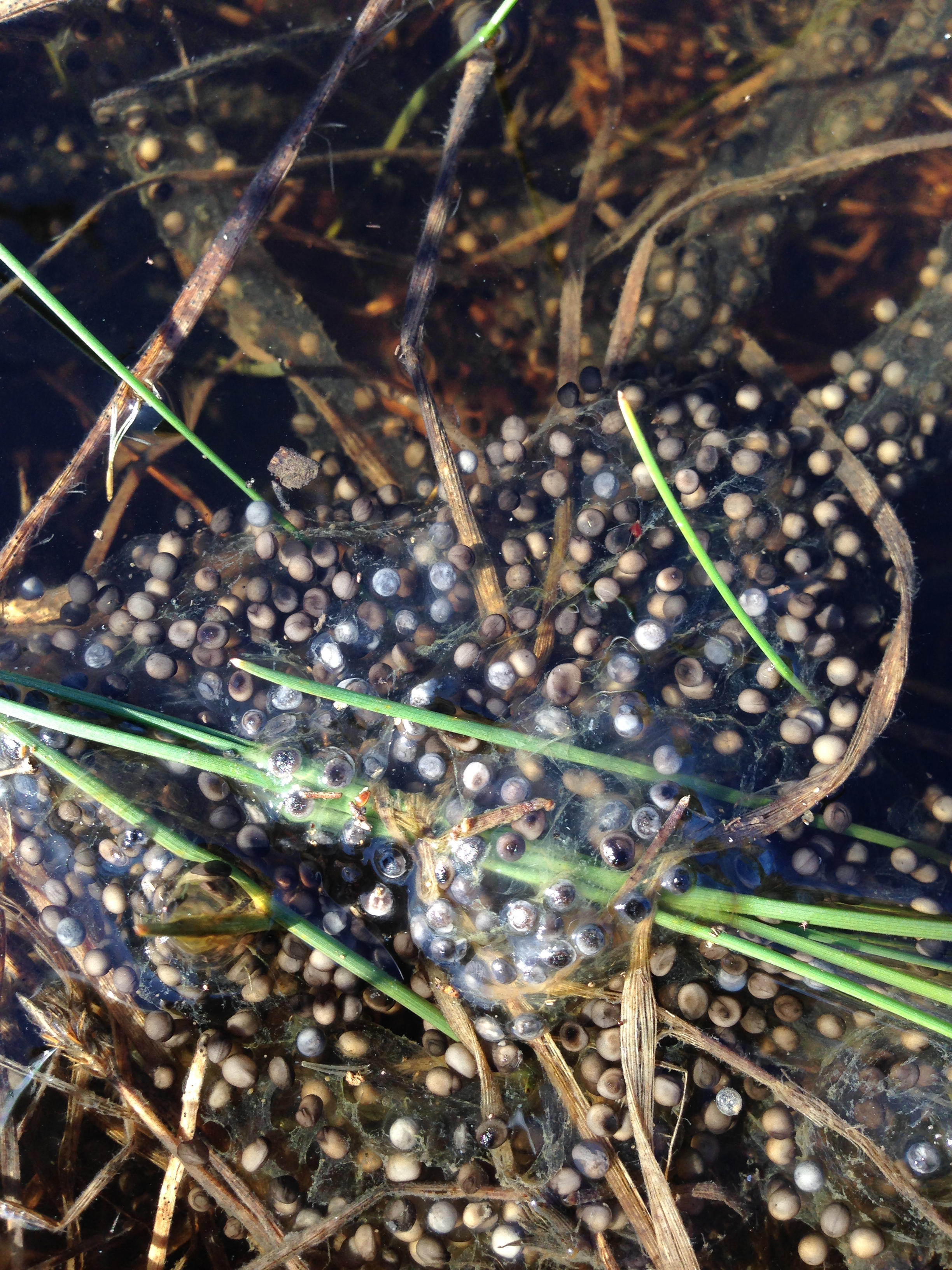
A peték és
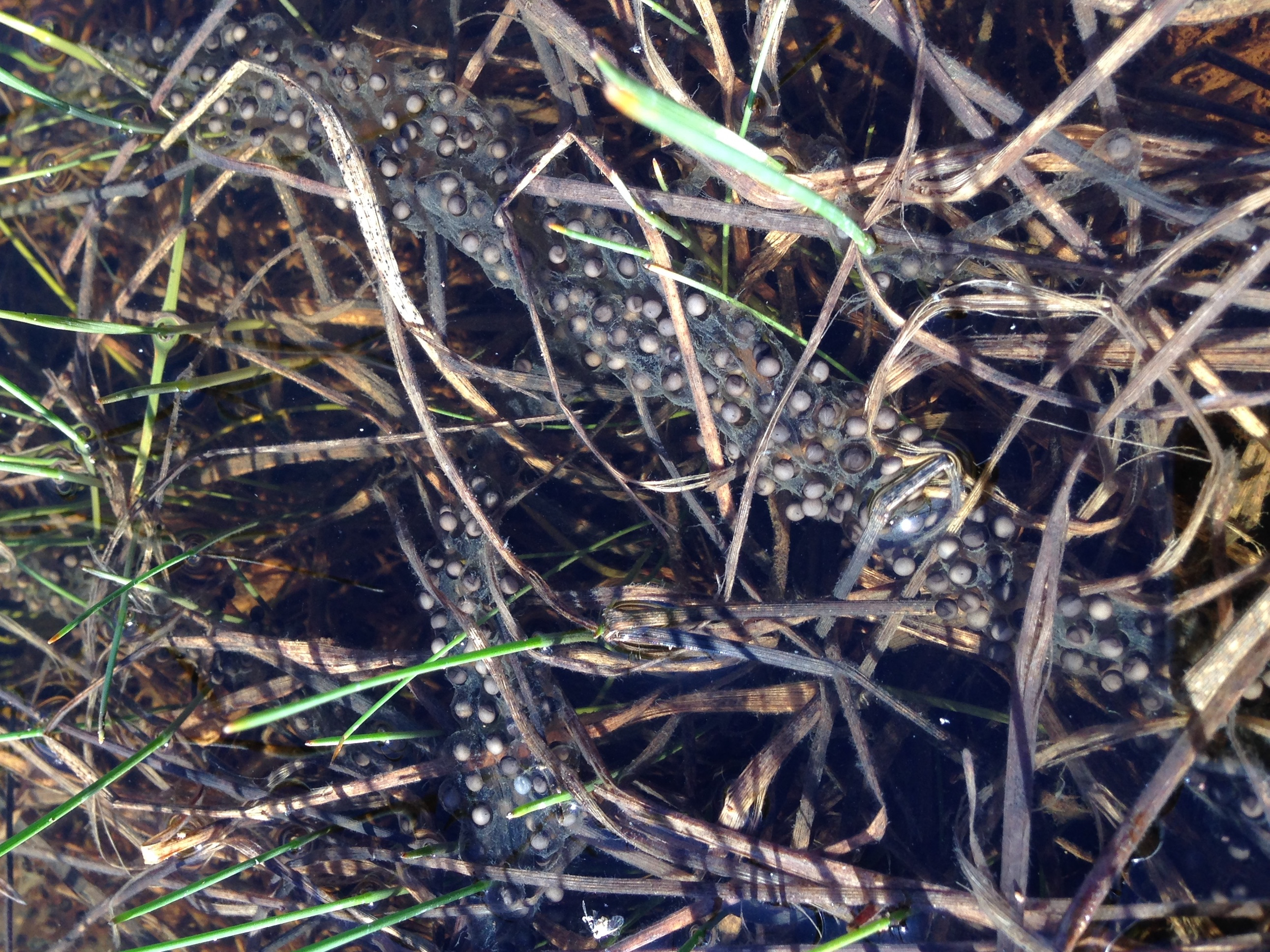
a bennük
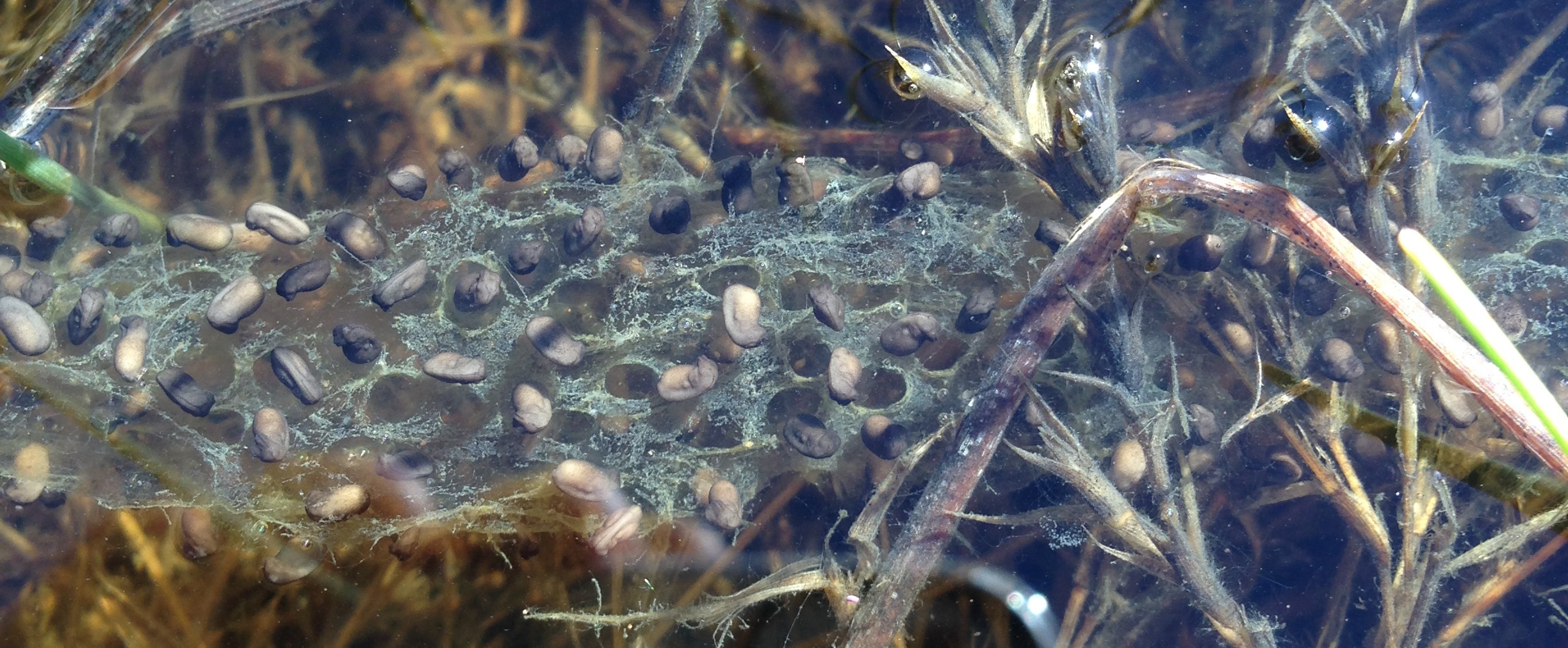
levő ebihalak

## Fordítás
- Ez a szócikk részben vagy egészben  a   Pelobates syriacus című angol Wikipédia-szócikk ezen változatának fordításán alapul.  Az eredeti cikk szerkesztőit annak laptörténete sorolja fel. Ez a jelzés csupán a megfogalmazás eredetét és a szerzői jogokat jelzi, nem szolgál a cikkben szereplő információk forrásmegjelöléseként.